# Gert Larsen
Gert Larsen (* 9. Februar 1960 in Risbjerg) ist ein dänischer Curler und Trainer.
Sein internationales Debüt hatte Larsen bei der Europameisterschaft 1979 in Varese, er blieb aber ohne Medaille. 1981 gewann er bei der EM in Grindelwald mit der Bronzemedaille sein  einziges Edelmetall. 
Larsen spielte als Skip der dänischen Mannschaft bei den XV. Olympischen Winterspielen 1988 in Calgary im Curling. Die Mannschaft belegte den sechsten Platz.
Seit 2005 betreut er verschiedene dänische Mannschaften als Trainer. Sein bisher größter Erfolg war die Bronzemedaille der Damen bei der Europameisterschaft 2014 und die Goldmedaille der Junioren bei der Weltmeisterschaft 2009.

## Erfolge als Spieler
- 3. Platz Europameisterschaft 1981